# Iqaluit Centre
Circonscription électorale territoriale du Canada
Iqaluit Centre est une ancienne circonscription électorale territoriale canadienne de l'Assemblée législative du Nunavut.
La circonscription correspond à la communauté d'Iqaluit. 
Tous les candidats sont indépendants étant donné qu'il n'y a aucun parti politique à l'Assemblée législative du Nunavut. Créée en 1999, elle est dissoute en 2013.

## Résultats des élections
| Élections générales du Nunavut de 1999 |                             |      |        |
|                                        | Nom                         | Vote | %      |
|                                        | Hunter Tootoo               | 261  | 54.95% |
|                                        | Lynda Gunn                  | 95   | 20.00% |
|                                        | Johnny Nowdlak              | 64   | 13.47% |
|                                        | Bill Strickland             | 55   | 11.58% |
| Total des bulletins valides            | Total des bulletins valides | 475  | 100%   |

| Élections générales du Nunavut de 2004 |                             |      |        |
|                                        | Nom                         | Vote | %      |
|                                        | Hunter Tootoo               | 263  | 44.80% |
|                                        | Mike Courtney               | 167  | 28.45% |
|                                        | Natsiq Alainga-Kango        | 78   | 13.29% |
|                                        | Mary Ellen Thomas           | 37   | 6.30%  |
|                                        | Kevin MacCormack            | 29   | 4.94%  |
|                                        | Pauloosie Paniloo           | 13   | 2.22%  |
| Total des bulletins valides            | Total des bulletins valides | 587  | 100%   |

| Élections générales du Nunavut de 2008 |                             |      |       |
|                                        | Nom                         | Vote | %     |
|                                        | Hunter Tootoo               | 317  | 61.7% |
|                                        | Madeleine Redfern           | 146  | 28.4% |
|                                        | Joe Sageaktook              | 51   | 9.9%  |
| Total des bulletins valides            | Total des bulletins valides | 514  | 100%  |

## Annexe